# شهریار علی‌اف
شهریار علی‌اف (ترکی آذربایجانی: Şəhriyar Abış oğlu Əliyev؛ زادهٔ ۲۵ دسامبر ۱۹۹۲) بازیکن فوتبال اهل جمهوری آذربایجان است.
از باشگاه‌هایی که در آن بازی کرده‌است می‌توان به باشگاه فوتبال قره‌باغ اشاره کرد.
وی همچنین در تیم‌های ملی فوتبال زیر ۲۱ سال جمهوری آذربایجان و جمهوری آذربایجان بازی کرده‌است.